# Route magistrale 4 (Arménie)
Pour les articles homonymes, voir M4 et Route 4.
La route magistrale M4 (en arménien : Մ 4 ճանապարհ) est une route magistrale en Arménie.
Elle relie la capitale Erevan à Azatamout à la frontière entre l'Arménie et l'Azerbaïdjan,,

## Présentation
La route M4 mesure 148,2 km de long.
La M4 commence au centre de la capitale Erevan, à la sortie de la ville, à la jonction avec la M15, la M4 devient une autoroute et traverse plusieurs banlieues. 
L'autoroute longue de 60 kilomètres traverse Sevan ou elle longe le lac Sevan croise la M10 en direction de Vardenik. 
De Tsovagyugh, la M4 devient une route de montagne se dirigeant vers le nord-ouest. 
La M4 traverse des vallées montagneuses boisées dans l'une des rares régions du pays à posséder de vastes forêts.  La M4 se termine à la frontière avec l'Azerbaïdjan dont le poste frontière est fermé depuis le début des années 1990.

## Histoire
La M4 est la plus longue autoroute d'Arménie avec une longueur de 60 kilomètres et a été construite à l'époque de l'Union soviétique. 
Le tronçon entre Erevan et Sevan a été construit dans les années 1970. 
C'est aussi la route touristique la plus importante, car elle relie la capitale Erevan au grand lac Sevan. 
Le tunnel Sevan-Dilidjan a été construit à partir de 1970, mais les travaux ont cessé en 1992.
À l'époque de l'Union soviétique, il s'agissait d'un lien assez important entre l'Arménie, l'Azerbaïdjan et la Géorgie. Il s'agissait d'une route reliant les villes du nord de l'Arménie à la vallée du Koura, ainsi qu'une liaison possible entre Erevan et Tbilissi.
Lors de l’effondrement de l’Union soviétique, la guerre a éclaté et la frontière a été fermée, des fortifications ont été construites et la route a été physiquement démolie. L'enclave azerbaïdjanaise de Sofulu se trouve sur cette route mais est devenue inaccessible, après quoi la population azérie a fui.

## Galerie

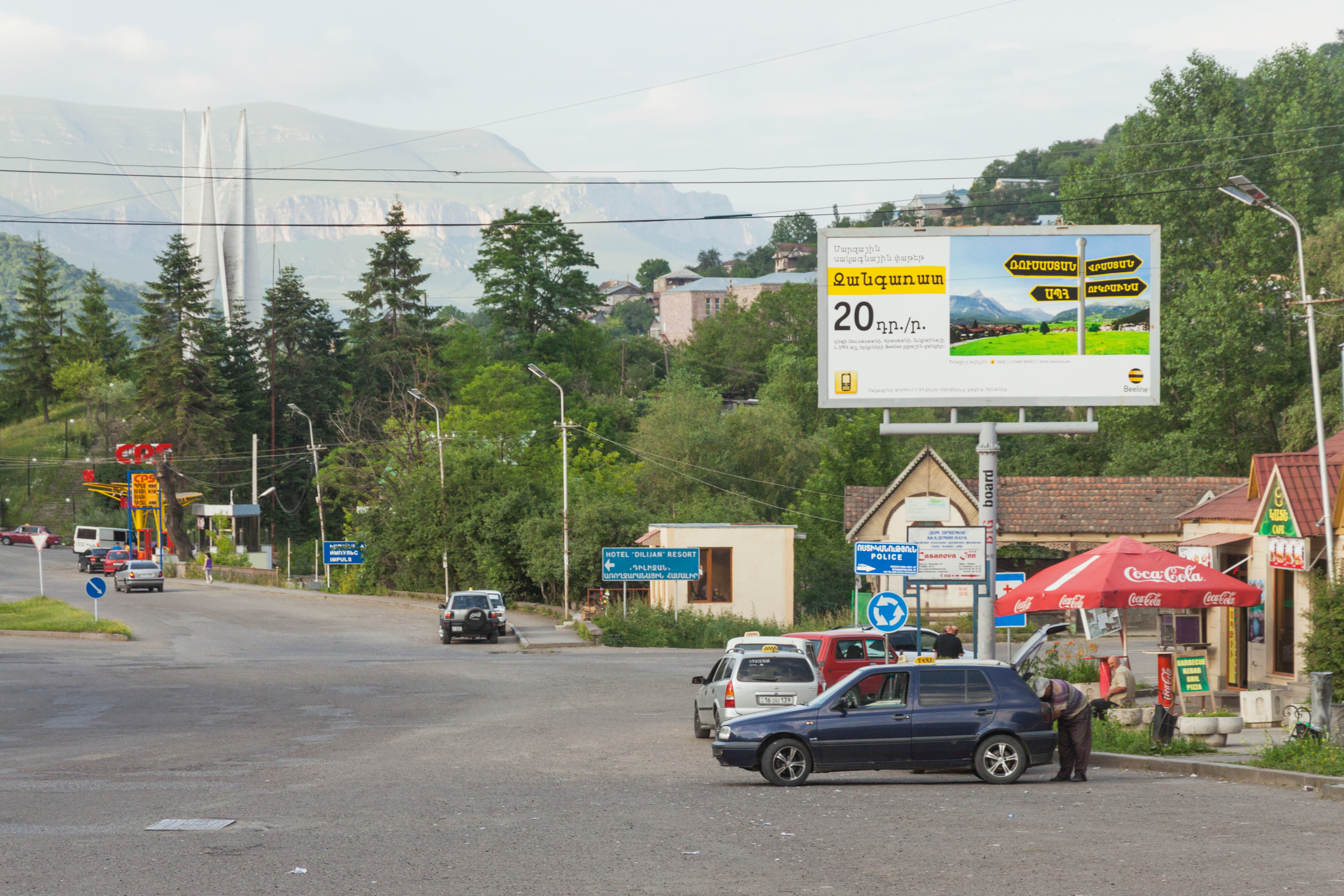
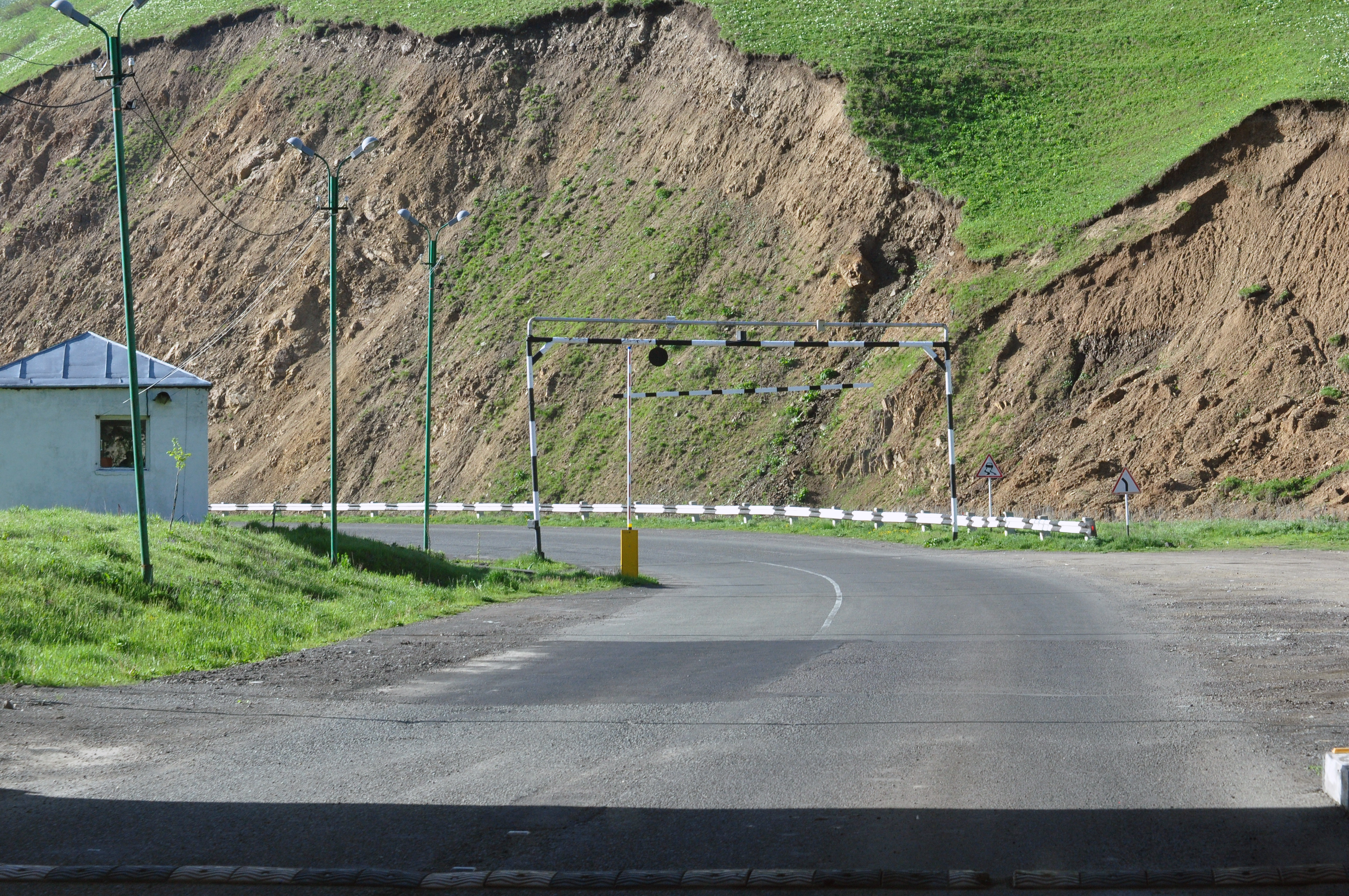
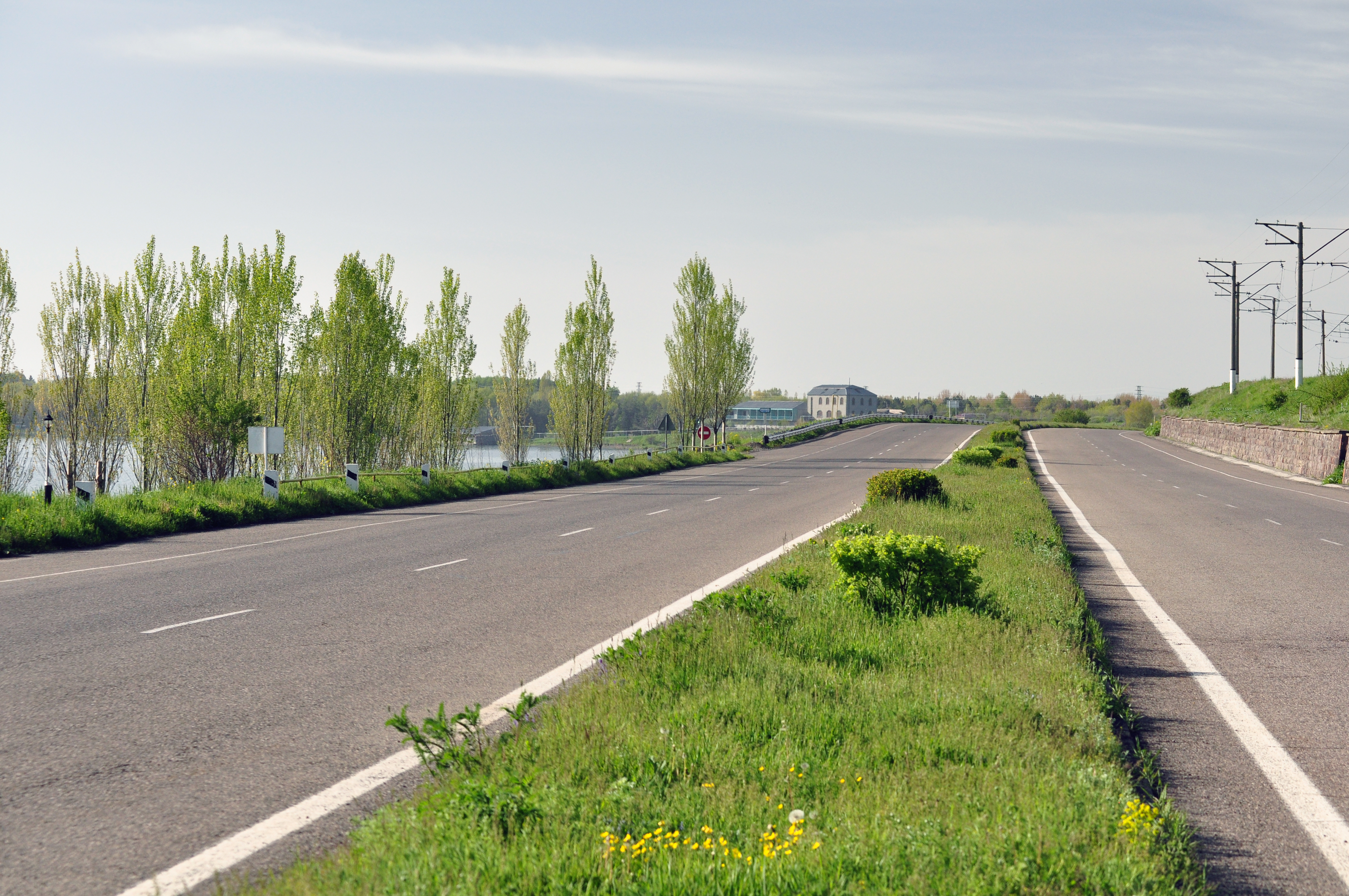
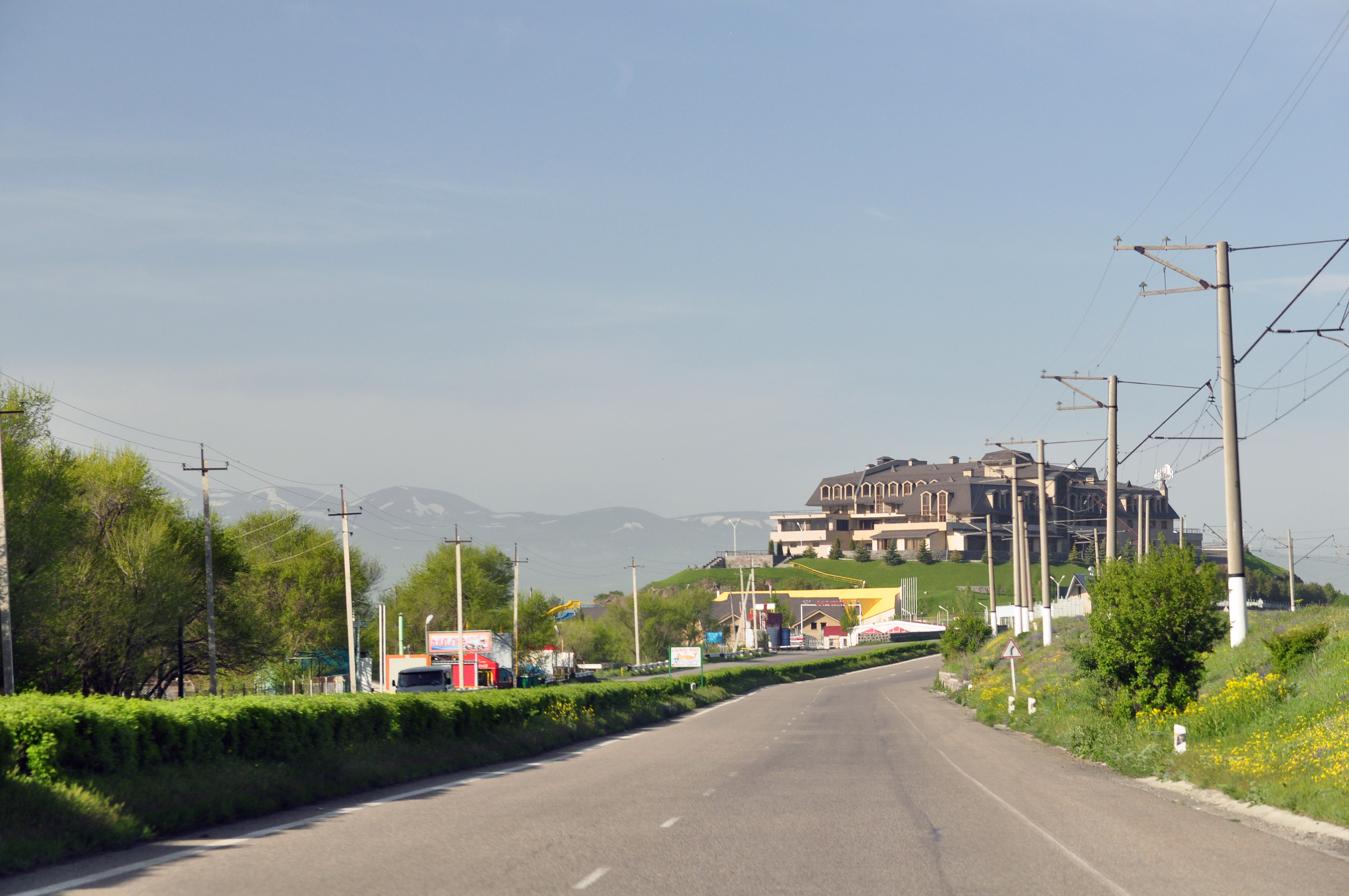

## Tracé
- Erevan
- Abovyan
- Arzni
- Charentsavan
- Hrazdan
- Sevan
- Tsovagyugh
- Dilidjan
- Idjevan
- Azatamout
- Frontière entre l'Arménie et l'Azerbaïdjan